# Guido Tarlati
Guido Tarlati (fallecido en 1327) fue obispo de Arezzo y el señor de la ciudad.

## Familia y obispo
Era miembro de la noble familia gibelina de Tarlati da Pietramalade la principal familia gibelina de Arezzo. En la ciudad, dos facciones aristocráticas se disputaban el dominio: los Verdi y los Secchi. Cuando estos últimos tomaron el control, su líder que era Guido Tarlati, entonces arcipreste de la Pieve de Santa María Aretina, fue elegido obispo en 1312.
La asamblea electoral tras la muerte del obispo Ildebrandino (1289-1312) optó por proceder por la vía del compromiso y eligió a dos personas, ambos canónigos de la catedral, para realizar la selección. Eligieron a Guido, y el resto de la asamblea electoral concordó y ratificó la elección, él aceptó de inmediato, y se designaron procuradores para llevar el acta de la elección a la Corte Papal de Aviñón (en ese entonces se estaba en la etapa incial del Papado de Aviñón). El papa Clemente V nombró una comisión de tres cardenales para examinar la elección y la reputación del candidato, y tras recibir un informe favorable, confirmó su elección el 7 de julio.
Durante su tiempo como obispo, se embarcó en un programa activista, construyendo una muralla alrededor de la ciudad y creando una nueva moneda de plata y cobre, también incluía la conquista militar; en su monumento funerario aparecen los nombres de: Lusignano, Chiusi, Fronzoli, Castel Focognano, Rondina, Bucine, Caprese, Lacerina y Monte Sansovino. Impulsó las instituciones monásticas y autorizó la nueva orden de los Olivetanos.

## Patronazgos y guerra

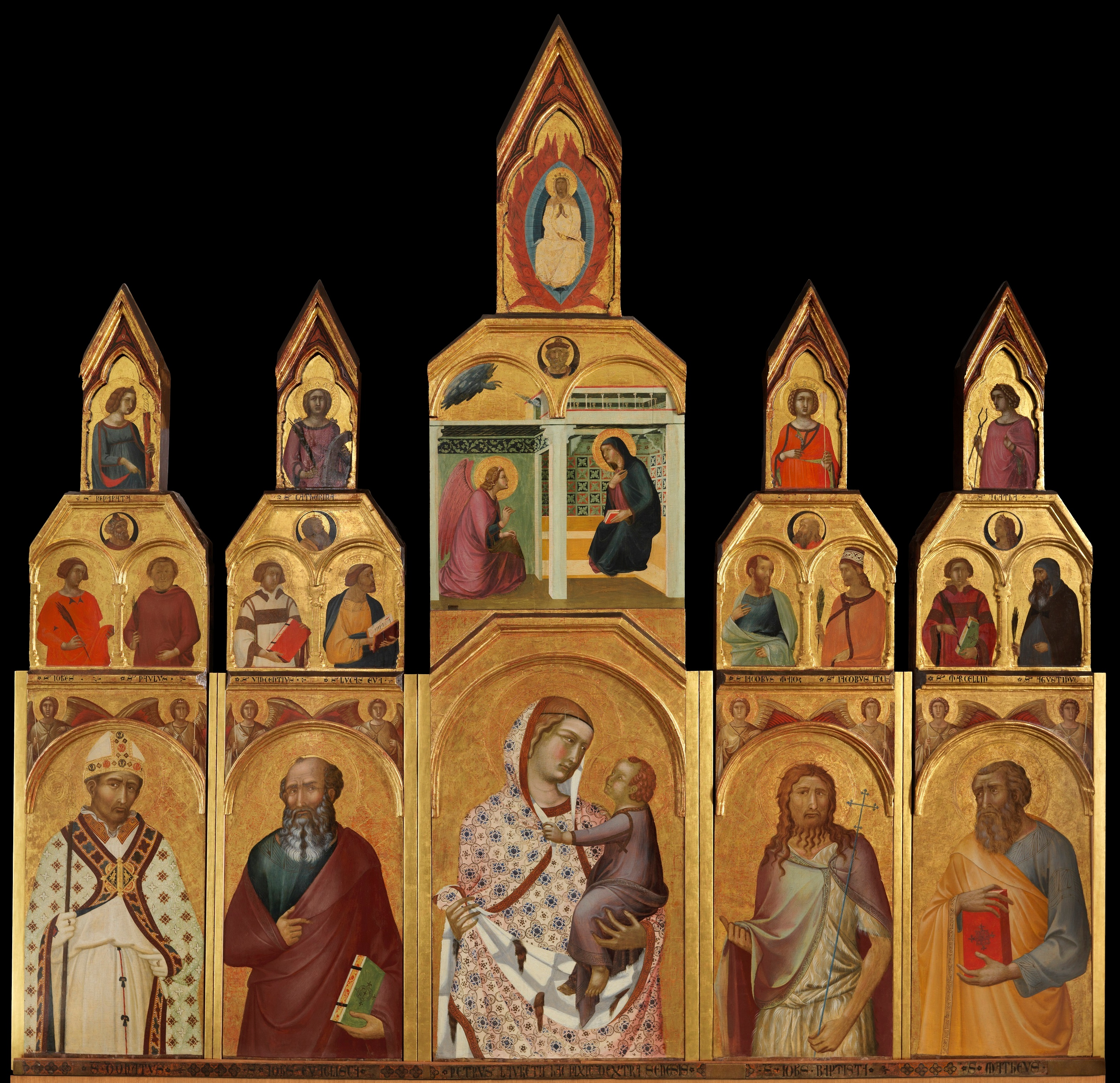
Políptico de Arezzo, 1320. Santa Maria de la Pieve.

El retablo dorado de tres pisos, el Políptico de Arezzo (o Aretine o Tarlati), fue encargado en 1320 por el obispo Tarlati para la iglesia de Santa María de la Pieve en Arezzo. En su centro está la Virgen (envuelta en una magnífica túnica forrada de armiño) y el Niño, flanqueados (de izquierda a derecha) por los santos Donato (patrón de Arezzo), Juan Evangelista, Juan Bautista y Mateo.
En 1321 fue nombrado señor vitalicio de Arezzo, cargo que ocupó hasta su muerte. Durante su gobierno, apoyó a Uguccione della Faggiola y Castruccio Castracani, señores de Lucca, en sus guerras contra Florencia.
Tarlati también expandió los territorios de la ciudad y en 1323, con la colaboración de Francisco I Ordelaffi (señor gibelino de Forli), conquistó Città di Castello. Sin embargo, la expansión de Arezzo provocó el deterioro en la relación con los Estados Pontificios, que culminaría con su excomunión de por el papa Juan XXII.

## Caída
El 19 de junio de 1325, el papa Juan XXII elevó a la categoría episcopal a la comuna de Cortona, en la diócesis de Arezzo, como recompensa por la fidelidad de su población güelfa. La diócesis de Arezzo se redujo considerablemente y el obispo perdió su poder espiritual. La bula papal se refiere al antiguo obispo Guido, indicando que ya había sido depuesto. Un mes después, el 20 de julio de 1325, fue excomulgado. El obispo fue reemplazado por un administrador apostólico, Boso Ubertini, preboste. Boso fue nombrado obispo de Arezzo el 5 de diciembre de 1326, pero Tarlati le impidió ejercer sus funciones.

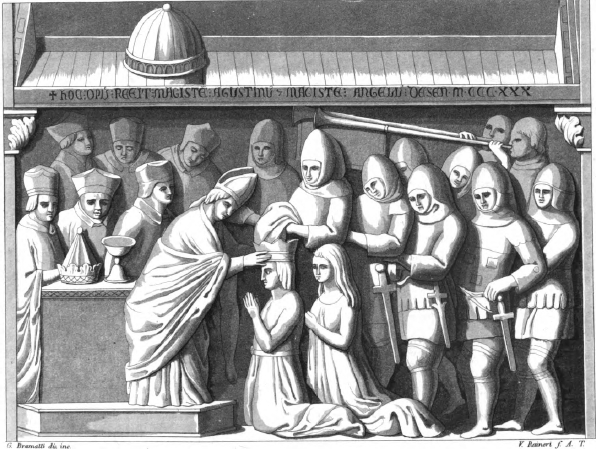
La coronación del emperador Luis IV por el obispo Tarlati

Sin embargo, su prestigio como líder del partido gibelino en la Toscana era tan alto que el emperador alemán Luis IV quiso que lo coronara con la Corona de hierro, lo cuál tuvo lugar en Milán el 31 de mayo de 1327.

## Reconciliación y muerte
Poco tiempo antes de su muerte, Tarlati se reconcilió con el Papa tras pedirle perdón. Murió a la edad aproximada de 50 años.
Se encuentra enterrado en la Catedral de Arezzo. Según Giorgio Vasari su tumba fue encargada por su hermano, el condottiero Pier Saccone Tarlati di Pietramala, fue diseñada por Giotto (aunque esto es discutido), quien recomendó a Pier Saccone a los escultores sieneses Agnolo da Ventura y Agostino da Siena para ejecutarla.